# Dunaliellaceae
Famille
Synonymes
- Polytomellaceae

Les Dunaliellaceae sont une famille d’algues vertes de l’ordre des Chlamydomonadales.

## Étymologie
Le nom vient du genre type Dunaliella, donné par le botaniste roumain Teodoresco (en) en hommage au botaniste français Michel Félix Dunal qui fut le premier à découvrir l'algue en examinant les saumures rouges des salines méditerranéennes.

## Liste des genres
Liste des genres selon GBIF (1er mai 2021) :
- Apiochloris Pascher, 1930
- Aulacomonas
- Chloronephris Pascher & Jahoda, 1928
- Dunaliella Teodoresco, 1905
- Hafniomonas Ettl & Moestrup, 1980
- Hyaliella Pascher, 1913
- Hyalocardium H.Ettl, 1965
- Medusochloris Pascher, 1917
- Papenfussiomonas Desikachary, 1972
- Phyllocardium Korshikov, 1927
- Platella Proshkina-Lavrenko, 1945
- Polytomella Aragão, 1910
- Quadrichloris Fott, 1959
- Silvamonas Skvortzov, 1967
- Spermatozopsis Korshikov, 1913

Selon World Register of Marine Species (1 mai 2021) :
- Apiochloris Pascher, 1930
- Chloronephris Pascher & Jahoda, 1928
- Dunaliella Teodoresco, 1905
- Hafniomonas Ettl & Moestrup, 1980
- Hyaliella Pascher, 1913
- Hyalocardium H.Ettl, 1965
- Medusochloris Pascher, 1917
- Papenfussiomonas Desikachary, 1972
- Phyllocardium Korshikov, 1927
- Platella Proshkina-Lavrenko, 1945
- Polytomella Aragão, 1910
- Quadrichloris Fott, 1959
- Silvamonas Skvortzov, 1967
- Spermatozopsis Korshikov, 1913